# Hatem Ben Arfa
Hatem Ben Arfa (arabsky حاتم بن عرفة‎; * 7. března 1987 Clamart) je francouzský profesionální fotbalista s tuniskými kořeny, který hraje na pozici ofensivního záložníka či křídelníka za francouzský klub Lille OSC. . Byl představován jako jeden z velkých francouzských talentů, ale trpí na nedostatek disciplíny.

## Klubová kariéra
Ben Arfa byl součástí veleúspěšného týmu Olympique Lyon, který na začátku milénia sbíral jednu trofej za druhou. V sezónách 2004/05, 2005/06, 2006/07 a 2007/08 vyhrál s Lyonem Ligue 1 a v ročníku 2007/08 Coupe de France (francouzský fotbalový pohár). Třikrát vyhrál v Lyonu i Trophée des champions (francouzský Superpohár). Během Trophée des champions 2007 proti FC Sochaux-Montbéliard střídal na hřišti Milana Baroše, zápas skončil vítězstvím Olympique 2:1.
S Olympique de Marseille získal další trofeje, jednou v Ligue 1, jednou v Coupe de la Ligue a jednou v Trophée des champions.
V roce 2010 odešel do anglického celku Newcastle United, nejprve na roční hostování a posléze na trvalý přestup. V závěru letního přestupového okna 1. září 2014 odešel na roční hostování do Hull City.
V lednu 2015 se vrátil do Francie, přestoupil do OGC Nice. Vedení Ligue 1 však jeho přestup neschválilo (nepřiznalo mu registraci) kvůli pravidlu FIFA, kdy fotbalista může v jedné sezóně hrát pouze za 2 kluby. Ben Arfa hrál v sezoně 2014/15 už za Newcastle United a Hull City. Přestup se finalizoval po sezóně 2014/15.
1. července 2016 přestoupil do Paris Saint-Germain. S pařížským klubem podepsal dvouletou smlouvu.
Poté působil v jiném francouzském klubu Stade Rennais.
V lednu 2020 posílil prvoligový španělský klub Real Valladolid bojující o záchranu.
Na podzim 2020 již působil v Bordeaux a v listopadu proti Stade Rennais vstřelil vítězný gól při venkovní ligové výhře 1:0.

## Reprezentační kariéra
Hatem Ben Arfa prošel francouzskými mládežnickými reprezentacemi od kategorie U16. Byl členem francouzského týmu U17, který získal zlaté medaile na domácím Mistrovství Evropy hráčů do 17 let v roce 2004, když ve finále porazil Španělsko 2:1. Byl to první titul pro Francii v této věkové kategorii.
Ben Arfa dostal ve svých 19 letech nabídku od Tuniského fotbalového svazu reprezentovat Tunisko na Mistrovství světa 2006 v Německu, ale s díky ji odmítl. Rozhodl se následně reprezentovat na seniorské úrovni Francii, v jejímž A-týmu debutoval 13. října 2007 v kvalifikačním utkání v Tórshavnu proti reprezentaci Faerských ostrovů a byla to podařená premiéra, při vítězství Francie 6:0 si připsal jednu vstřelenou branku (ve čtvrté minutě nastavení uzavíral skóre).

## Úspěchy

### Individuální
- Hráč měsíce Ligue 1 podle UNFP – únor 2010,[16] leden 2016[16]
- Tým roku Ligue 1 podle UNFP – 2015/16[17]

## Odkazy

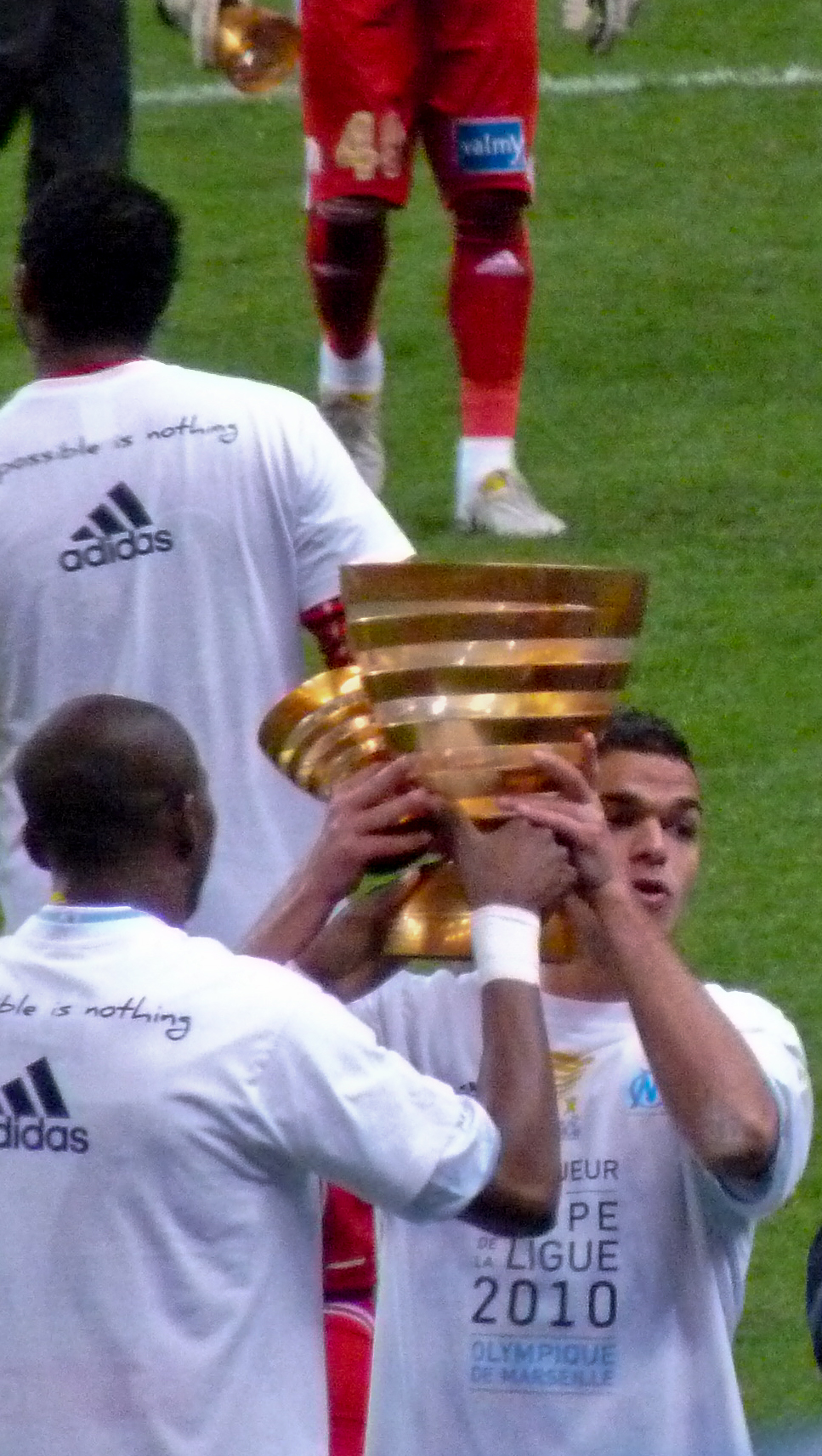
Hatem Ben Arfa (vpravo) s trofejí Coupe de la Ligue v roce 2010.